# Province de Samut Prakan
Samut Prakan (en thaï : จังหวัด สมุทรปราการ ; API : [sāmùt prāːkāːn]) est une des 77 provinces (thaï : จังหวัด ; changwat) de Thaïlande.
Elle est située dans le centre du pays. Sa capitale est la ville de Samut Prakan.
En 1893, c'est dans cette province, à l'embouchure du Chao Phraya, qu'eût lieu l'incident de Pakman de la Guerre franco-siamoise de 1893.
De nos jours, on y trouve l'aéroport Suvarnabhumi de Bangkok. ; on y trouve aussi le musée en plein air Ancien Siam avec ses monuments célèbres de Thaïlande.
Le village de Khun Samut Chin de la province de Samut Prakan est le village de Thaïlande le plus affecté par la montée du niveau de la mer provoquée par le réchauffement climatique : il est presque totalement submergé par les eaux,.

## Subdivisions

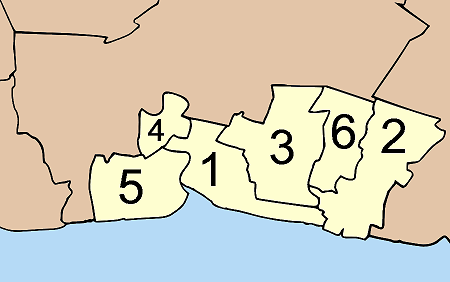
Carte des amphoe de la province de Samut Prakan.

Samut Prakan est subdivisée en 6 districts (amphoe) : 
1. Mueang Samut Prakan (เมืองสมุทรปราการ)
2. Bang Bo (บางบ่อ)
3. Bang Phli (บางพลี)
4. Phra Pradaeng (พราประดง)
5. Phra Samut Chedi (พระสมุทรเจดีย์)
6. Bang Sao Thong (บางเสาธง)

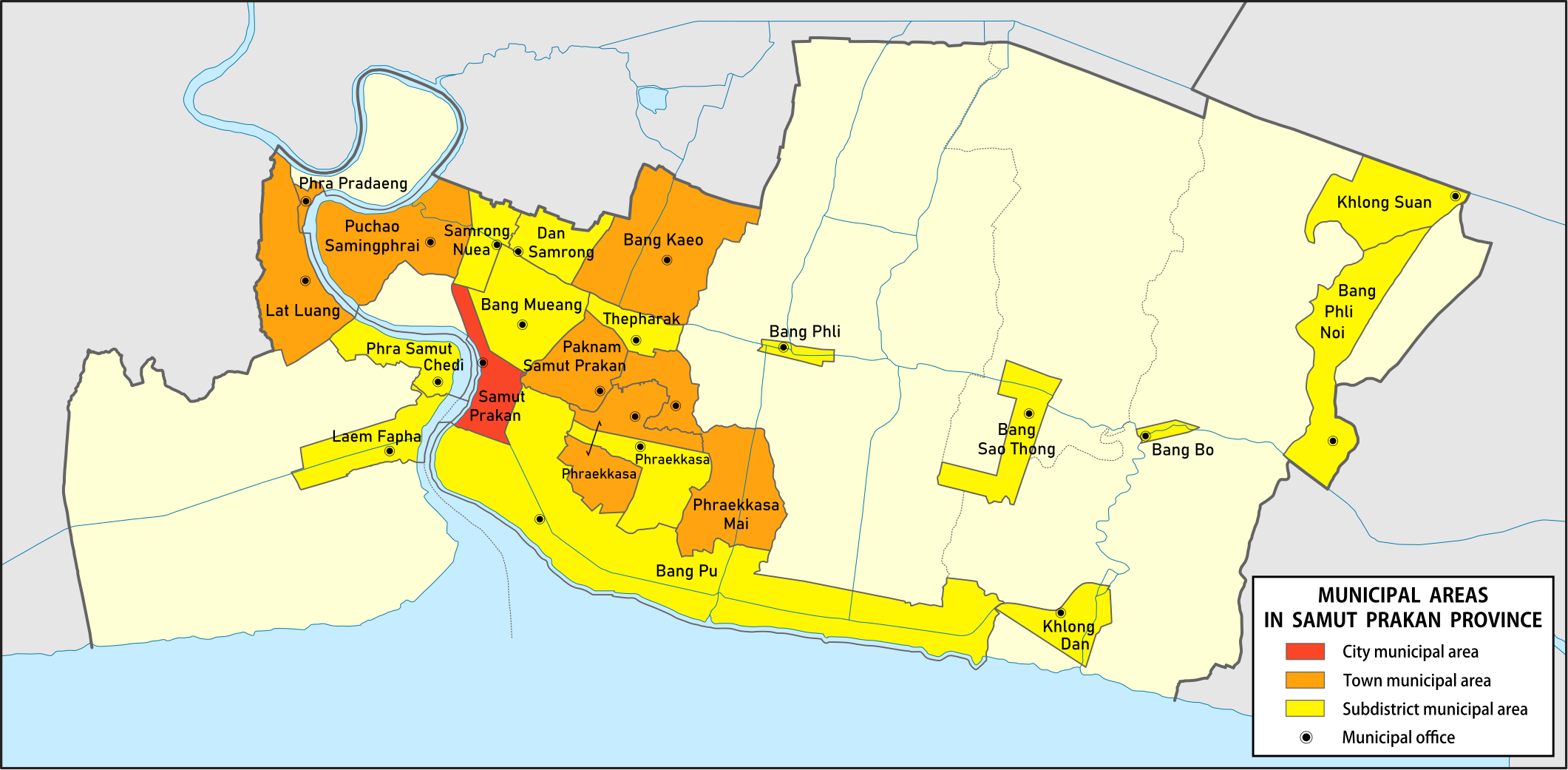
Villes de la province de Samut Prakan

Ces districts sont eux-mêmes subdivisés en 50 sous-districts (tambon) et 396 villages (muban).

## Galerie

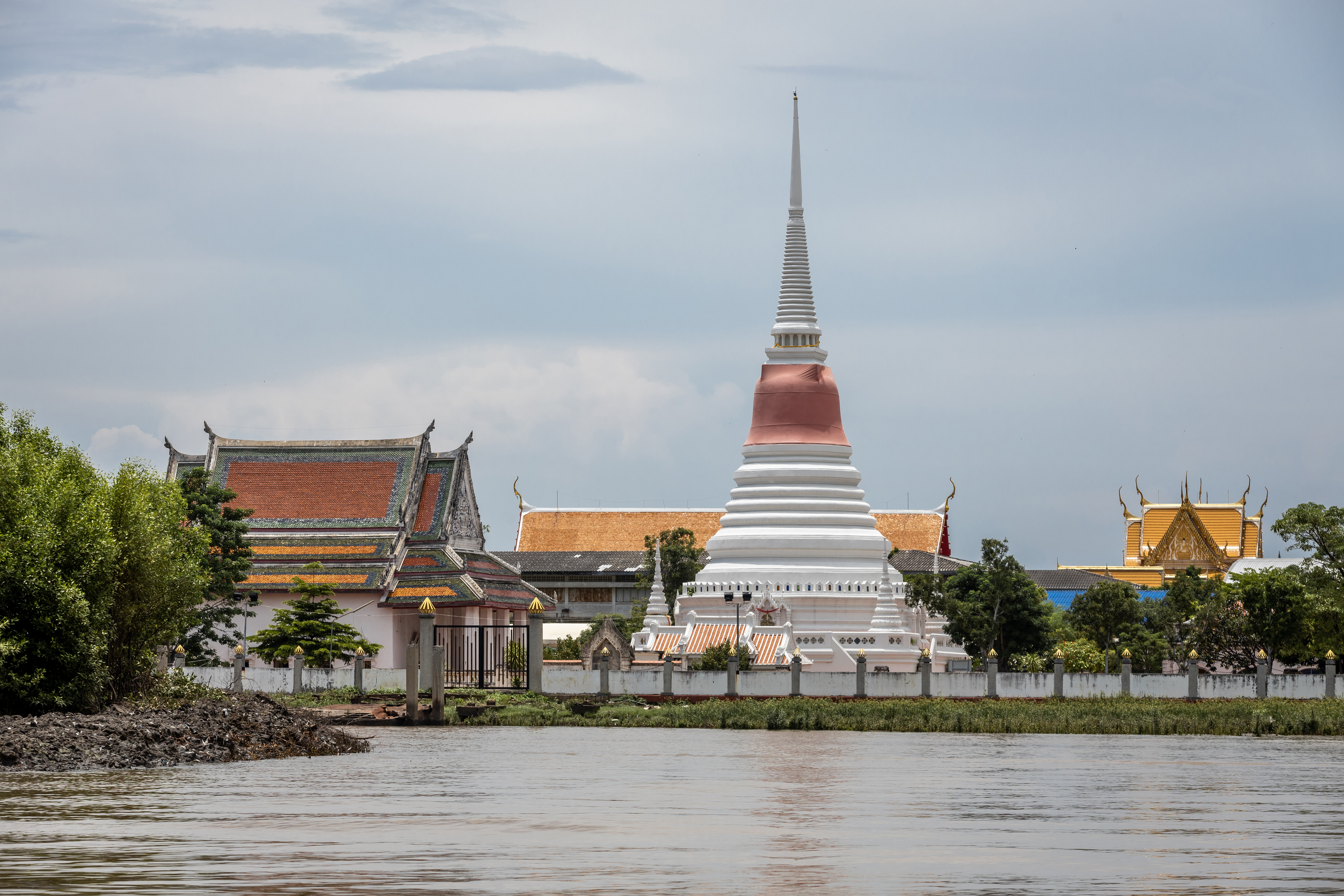
Wat Phra Samut Chedi
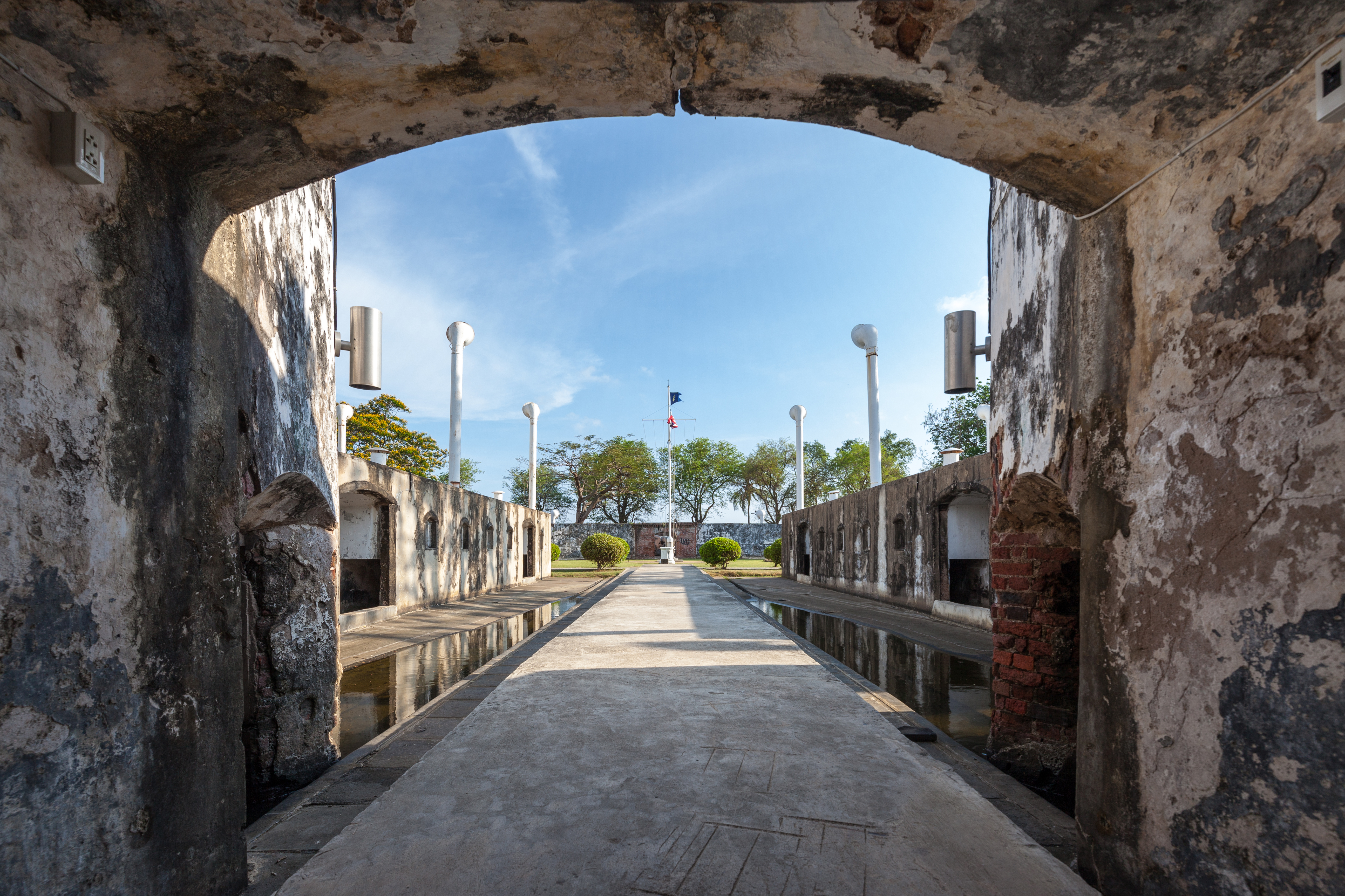
Fort de Phi Suea Samut
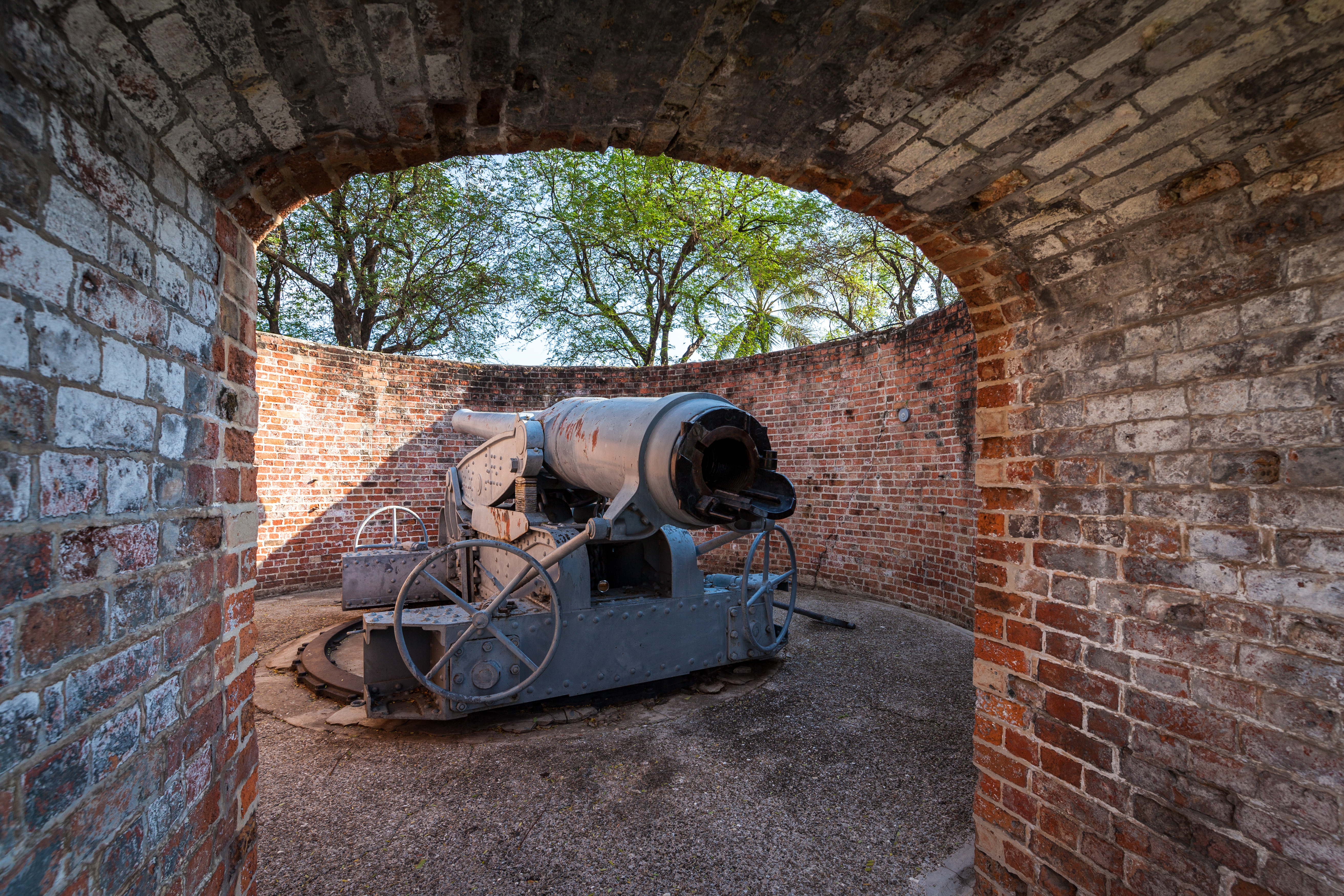
Fort de Phi Suea
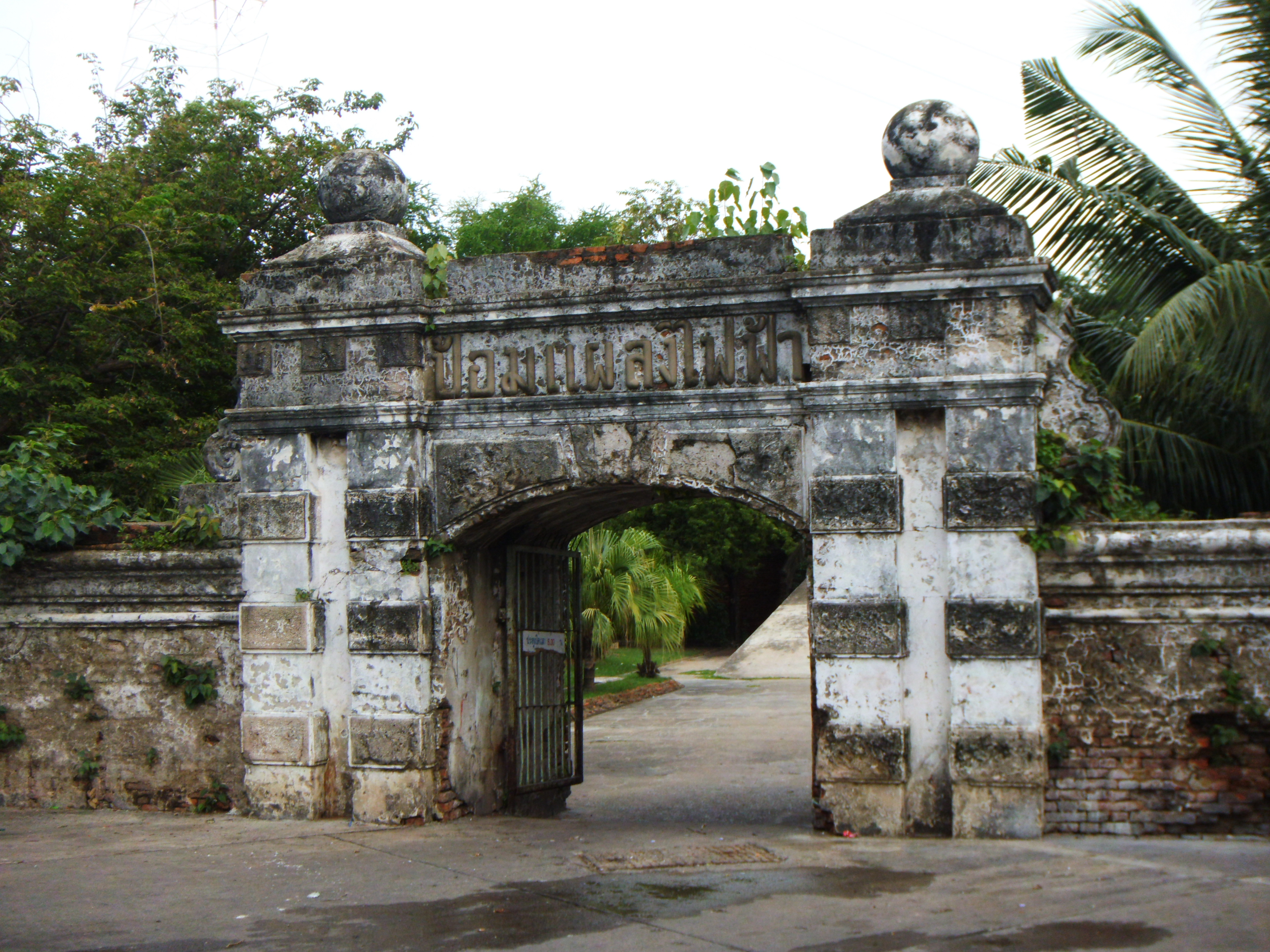
Fort de Phlaeng Faï Fa
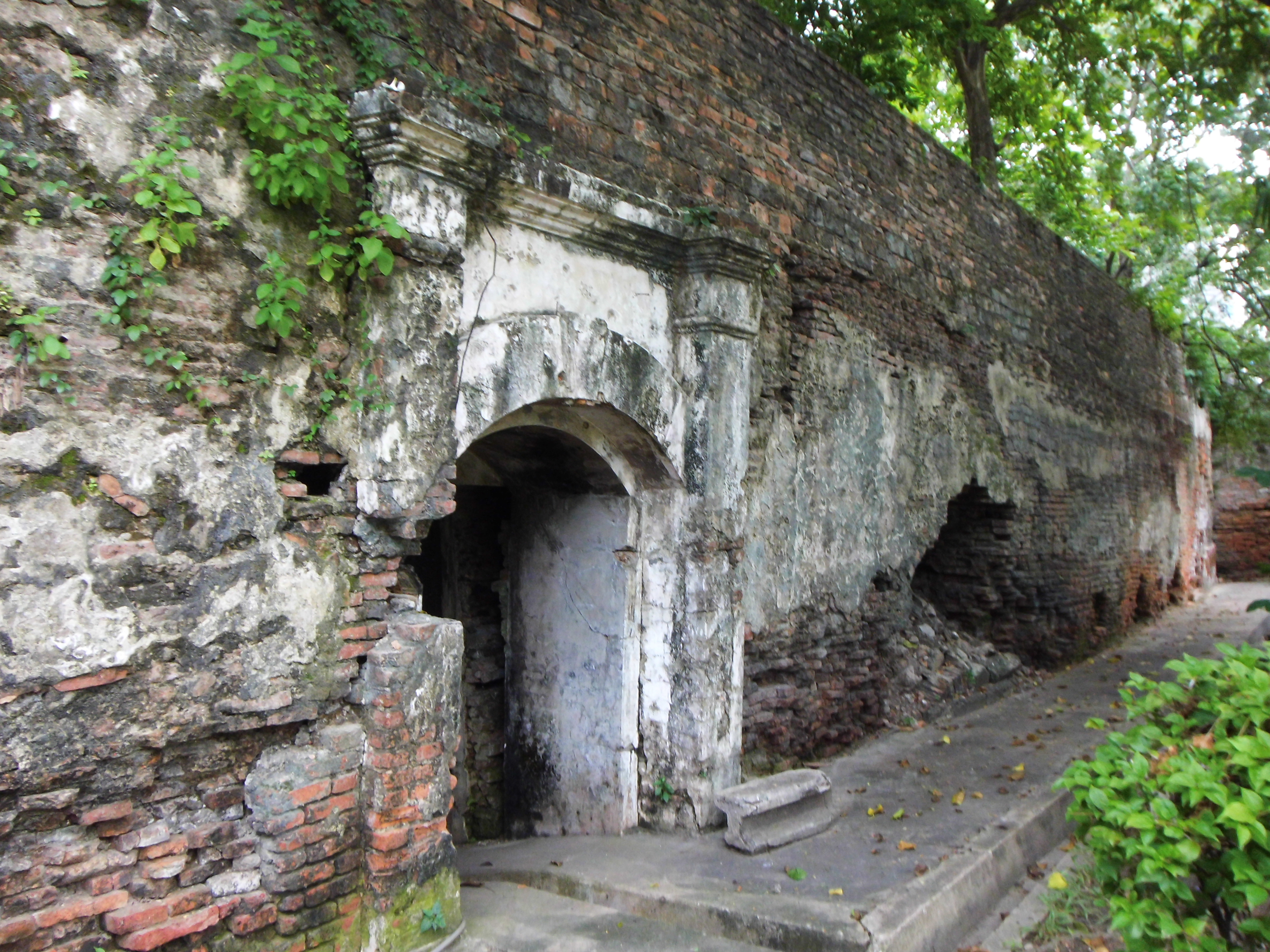
Fort de Phlaeng Faï Fa
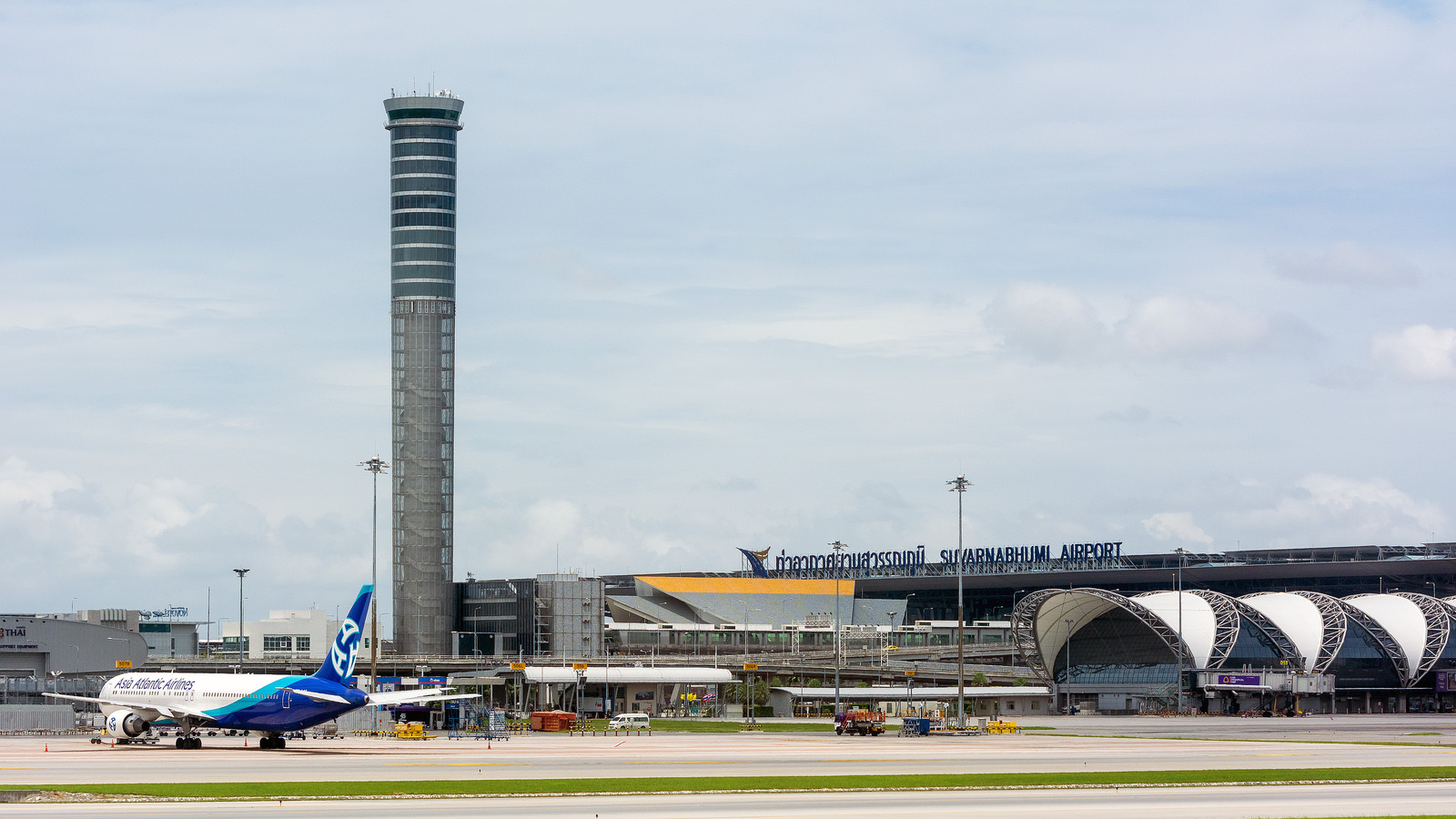
Aéroport international de Suvarnabhumi (Bangkok)